# Sabana Larga
Sabana Larga es un municipio de la República Dominicana, que está situado en la provincia de San José de Ocoa.

## Distritos municipales
Está formado por el distrito municipal de:
| Nombre       | Código   |
| ------------ | -------- |
| Sabana Larga | 05310201 |

## Historia
Sabana Larga era una sección rural del municipio de San José de Ocoa hasta que la Ley n.º 57 del 15 de junio de 1988 la elevó a distrito municipal.

## Demografía
Según el Censo de Población y Vivienda de 2002, el municipio tenía una población total de 11443, de los cuales 5927 eran hombres y 5516 mujeres. La población urbana del municipio era de 62.17%.

## Economía
La principal actividad económica del municipio es la agrícola.